# Hurrah! Einquartierung!
Hurrah! Einquartierung! ist ein deutsches Stummfilmlustspiel aus dem Jahre 1913 von Franz Hofer.

## Handlung

### Erster Akt
Irgendwo in der deutschen Provinz. Franchon Morteau, die ebenso verwöhnte wie notorisch quietschvergnügte Tochter eines Landgutbesitzers, verbringt den Tag mit allerlei Spielereien und Schabernack. So pustet sie in der Anfangsszene Seifenblasen in die Luft, in denen die Gesichter ihrer möglichen Verehrer erscheinen. Während der erste ihr zu alt und zu hässlich und zu fett ist, gefällt ihr der nächsten Seifenblasenverehrer, ein junger, fescher Leutnant, ausnehmend gut. Als sie diese Seifenblase mit dem jungen Offizier ergreifen will, tut sich plötzlich der Vorhang auf, und der gestrenge Herr Papa steht vor ihr. Enttäuscht wendet sich Franchon ab. Nun will ihr Vater auch noch zu allem Überfluss einen Verehrer als künftigen Ehemann andienen, der genau dem dicken, hässlichen Kerl der ersten Seifenblase entspricht. Franchon wehrt sich mit Händen und Füßen, lacht den sich ungeschickt anstellenden Kavalier aus und schlägt ihm den überreichten Blumenstrauß kurzerhand auf den Kopf. Dann übermittelt ein Postillon die Botschaft: Es wird eine Einquartierung geben! Sechs attraktive, junge Leutnants sollen im Gestüt untergebracht werden. Die drei anwesenden jungen Damen freuen sich: „Zwei für jeden!“
Herr Morteau ist darüber alles andere als darüber begeistert. Er befürchtet eine ständige erotische Versuchung, die diese Einquartierung für sein braves Töchterlein bedeuten könnte und plant, sie für die Zeit der Einquartierung wegzusperren. Gemeinsam mit den beiden anderen Mädels vom Gestüt beschließt Franchon daher, sich als Bauernmädchen zu verkleiden, um auf diese Art und Weise mit den jungen Offizieren ein munteres Stelldichein verbringen zu können, ohne sich eventuell zu kompromittieren. Rasch haben zwei der drei jungen Frauen sich in Jungbäuerinnen verkleidet und vorsichtshalber einen Abschiedsbrief hinterlassen, in dem sie dem Gutsherren schreiben, dass sie wegen seiner Bärbeißigkeit den Hof verlassen hätten. Franchon beobachtet ihren Vater beim Lesen des Briefes genau und feixt vor sich hin. Ihr Vater aber lockt sie auf den Heuboden des Stalls und sperrt sie dort ein, um sie sicher vor den Gelüsten dieser anrückenden Leutnants zu wissen. Sie bettelt und hämmert an das von außen verschlossene Tor, doch ihr Vater bleibt eisenhart: „Ich hole dich in der Nacht hier heraus, wenn die Leutnants zu Bett gegangen sind.“ Durch ein herzförmiges Guckloch in der Scheunenwand kann Franchon erkennen, wie gerade die Offiziere auf das Gutsgelände hereingeritten kommen.
Ein erster Hilferuf Franchons fruchtet nicht, und erst mit Hilfe eines älteren Offiziersburschen kann sie sich mit einem Lastenzug vom Heuboden auf die Erde abseilen. Ihr gelingt es sogar, einem leicht Angetrunkenen seine Uniform abzuschwatzen und zieht sich diese an. Kurz darauf trifft Franchon ihre als Bäuerinnen verkleideten Freundinnen wieder, die sich sehr über Franchons Aufmachung wundern. Dann plötzlich erscheint der Leutnant aus ihrer Seifenblase, verscheucht die beiden “Bauernmädel” und staucht erst einmal den in seinen Augen herumpoussierenden „Offiziersburschen“ zusammen. Franchon kann sich jetzt kaum noch halten vor Lachen. Als Bursche des Offiziers wird „er“ mit auf des Leutnants Einquartierungszimmer genommen und muss allerlei Burschendienste erledigen, wie etwa dem Leutnant dessen Stiefel ausziehen. Dabei geht prompt etwas zu Bruch. Schließlich will der Leutnant auch noch seine Hosen ausgezogen bekommen. Als „Bursche“ Franchon sein Soldatenkäppi verliert, erkennt der Leutnant, wen er da vor sich hat und findet dies wie Franchon äußerst erheiternd. Beide verschwinden hinter einem Sichtschutz.

### Zweiter Akt
Am nächsten Morgen wacht Franchons Vater mit einem riesigen Brummschädel auf, da er sich, wie die meisten anwesenden Männer auf dem Anwesen, hemmungslos betrunken hatte. Da fällt ihm siedendheiß ein, dass er ja sein Töchterchen die ganze Nacht auf dem Heuboden eingeschlossen hat. Franchon, nunmehr wieder in ihrem angemessenen Jungmädchenoutfit, kredenzt ihrem Offizier und Begleiter durch die Nacht Kaffee zum Frühstück. Auch die beiden anderen jungen Damen, die sich als Bauernmädchen verkleidet hatten, sind im Beisein der anderen fünf Offiziere erwacht und bringen ihre zerzauste Schlafstatt im Heu wieder in Ordnung. Als Morteau die sieben aufstehen sieht, ringt er mit den Händen nach Fassung, wohl ahnend, dass sein Töchterlein diesem „Sündenpfuhl“ ebenfalls hätte anheimfallen können.
Bald ist allgemein Party angesagt, die jungen Frauen und die schmucken Offiziere tanzen, während Gutsbesitzer Morteau sich den Kopf zermartert, wie er wohl die ganze Einquartierung schnellstmöglich beenden könne. Da hat er eine zündende Idee: Er entwendet von einem der in der Scheune ihren Rausch ausschlafenden Offiziersburschen ein Horn und bläst lauthals zur Attacke, woraufhin alle Soldaten hochspringen, zu Waffen und Uniformrock greifen, um dem Befehl zu folgen und ins Feld zu reiten. Als er alle Militär ausgerückt glaubt, klettert Vater Morteau auf den Scheunendachboden hinauf, um nun endlich seiner Tochter wieder aufzuschließen. Als er sie dort oben nicht findet und wieder herabsteigt, lacht sich eine dralle Bauernmagd scheckig und lässt den Gutsherrn glauben, dass seine Tochter unter die Soldaten gegangen und mit diesen ausgerückt sei. Der Alte verlangt nach einem Pferd, um seine Tochter erst ein- und dann wieder zurückzuholen. Die aber lässt sich gerade von ihrem Leutnant-Liebhaber, der die Szenerie des Vaters mit dem entwendeten Alarmhorn beobachtet hatte, selbiges Ereignis erzählen, und beide schütten sich aus vor Lachen.
Die während der ausgelassenen Feier ihrer soldatischen Tanzpartner verlustig gewordenen Frauen beginnen nun aus der Not eine Tugend zu machen und setzen ihr Tanzvergnügen allein fort. Franchon und ihr nicht auf den Trompetenschwindel hereingefallene Leutnant schwingen weiterhin das Tanzbein, da erscheint der aufgebrachte Gastgeber und verlangt von dem Offizier eine Erklärung für das, in seinen Augen, ungehörige Betragen. Der Leutnant lässt durchblicken, dass er Morteaus Blashorn-Schwindel durchschaut und dessen Tochter Franchon mittlerweile sehr liebgeworden habe. Zähneknirschend gibt der Gutsherr seine Tochter dem kessen Leutnant Franchon zur Hand.

## Produktionsnotizen
Hurrah! Einquartierung! entstand im Spätfrühling 1913 im Berliner Luna-Film-Atelier in der Friedrichstraße 224. Der Streifen passierte die Zensur am 2. Juli desselben Jahres und wurde im August 1913 uraufgeführt. Der Zweiakter war etwa 550 Meter lang.
Für den knapp 26-jährigen Gotthardt Wolf war dies eine seiner ersten Arbeiten als Chefkameramann.

## Kritik
In der Einschätzung dieses Films hieß es ein Jahrhundert später: „"Hurrah! Einquartierung", ein sehr frühes Beispiel für Hosenrollen, zeigt, wie ausgerechnet die Männerdomäne des Militärischen zu Verkleidung und Travestie einlädt.“